# 大浦駅
大浦駅（おおうらえき）は、愛媛県松山市大浦にある四国旅客鉄道（JR四国）予讃線の駅である。駅番号はY47。

## 歴史
- 1990年（平成2年）11月21日：大浦信号場として開設[4][5]。
- 1991年（平成3年）3月16日：大浦駅に昇格[3][4]。

## 駅構造
一線スルー（本線側制限速度120km/h）で通過線側にホームの無い1面2線と、この付近では珍しい構造をしている（予讃線では他に関川駅も同様の構造）。無人駅で自動券売機は無い。
有効長が4両分なので、特急列車相互の交換は不可能。通過線側にホームが無いので普通列車相互の交換も不可能である。
駅前広場や駐車場、駐輪場もない。

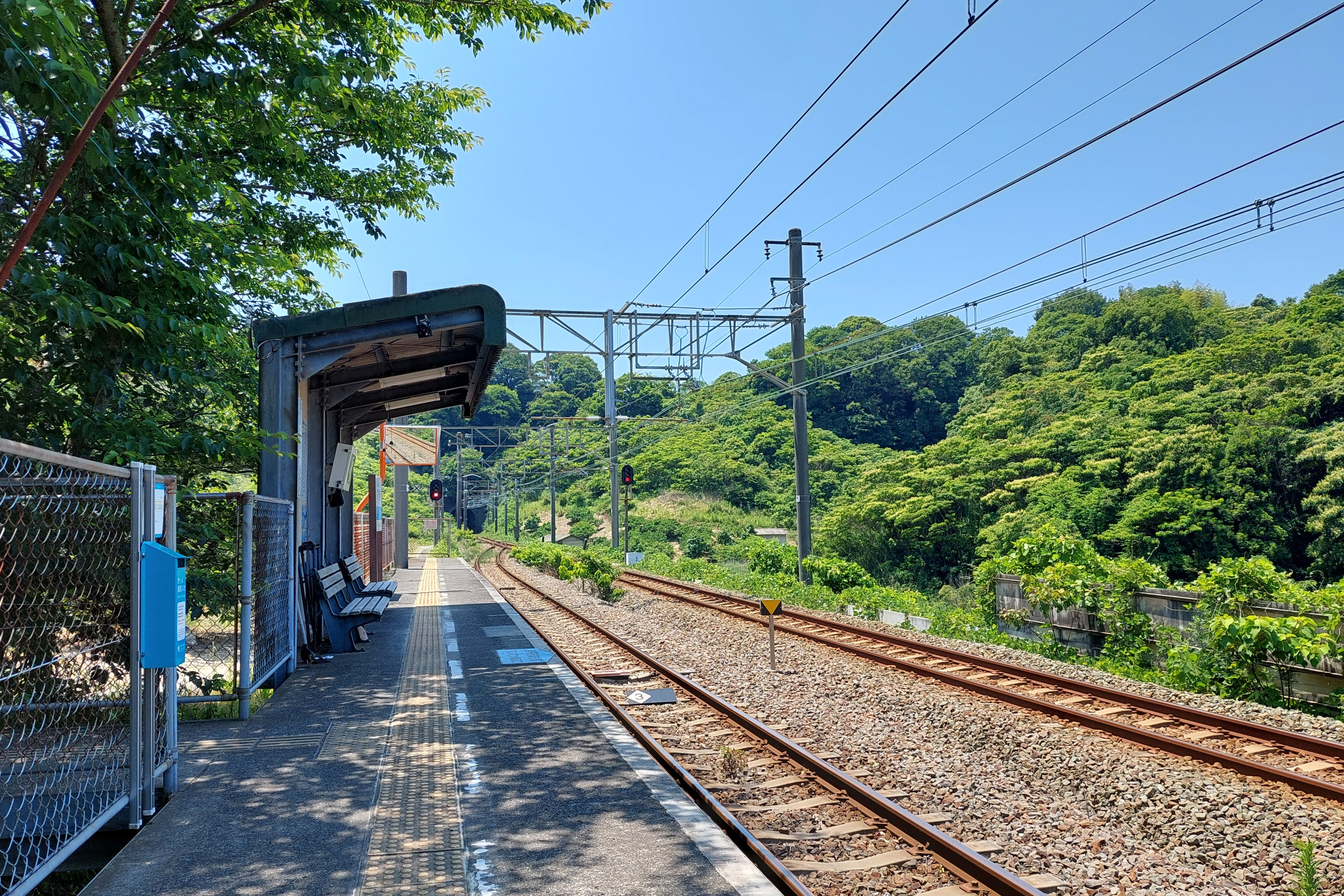
ホーム（2024年、松山方向）
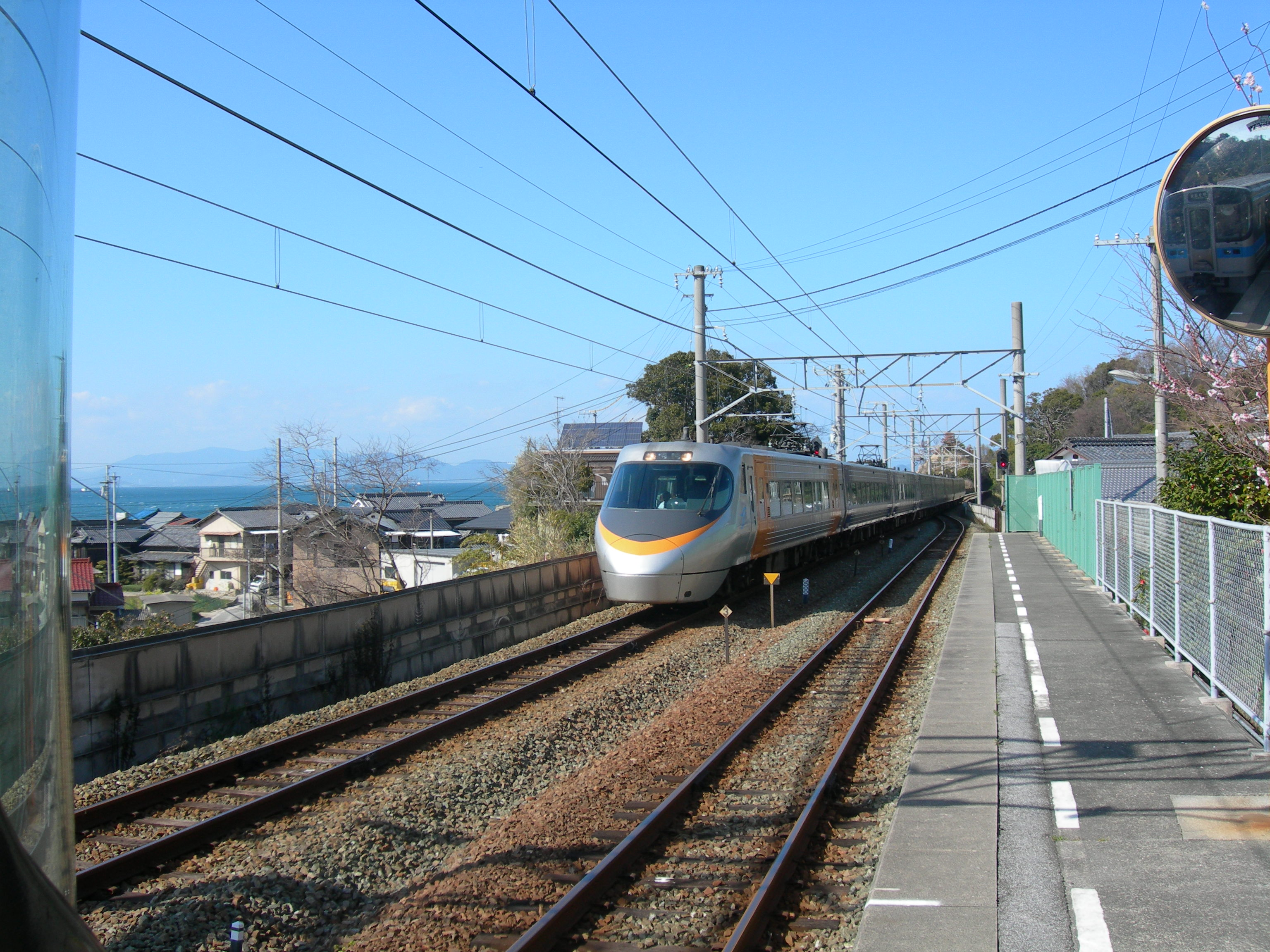
ホーム（2008年、観音寺方向）

## 駅周辺
- 道の駅風早の郷風和里(ふわり)
- 北条スポーツセンター
- 国道196号

## 隣の駅
四国旅客鉄道（JR四国）
■予讃線
浅海駅 (Y46) - 大浦駅 (Y47) - 伊予北条駅 (Y48)